# Baldwin Spencer
Pour les articles homonymes, voir Spencer.
Winston Baldwin Spencer, né le 8 octobre 1948 à Saint John's, est un homme d'État d'Antigua-et-Barbuda. Il est l'un des fondateurs du Parti progressiste unifié qu'il dirige depuis 1992. À ce titre, il est pendant de nombreuses années chef de l'opposition pendant de nombreuses années au Parlement d'Antigua-et-Barbuda, puis Premier ministre d'Antigua-et-Barbuda de 2004 à 2014.

## Biographie
Winston Baldwin Spencer naît à Saint John's. Il suit ses études secondaires dans son pays, puis ses études supérieures au Canada (Coady International Institute), en Angleterre (Ruskin College) et en Norvège (Université d'Oslo) dans le domaine des relations professionnelles. À son retour, il devient un des chefs de l'Union des travailleurs d'Antigua-et-Barbuda dont il devient premier vice-président. En 1989, il est élu pour la première fois député de Saint John's sous les couleurs du Parti démocratique national unifié, mais durant la campagne il partage la tribune de meetings avec le Mouvement de libération caraïbe d'Antigua. Cette campagne aboutit à la formation du Parti progressiste unifié dont il prend la tête.
Comme chef de l'opposition, Baldwin Spencer organise des manifestations publiques et fait une grève de la faim en faveur de la réforme électorale après les élections législatives très critiquées de 1999. Son activisme conduit à la formation d'une commission électorale indépendante pour surveiller les élections à Antigua-et-Barbuda. Il dirige la lutte pour faire en sorte que l'opposition ait accès aux médias publics, notamment l'ABS (Antigua Broadcasting Service) la télévision publique. Il attaque le gouvernement de Lester Bird à cette fin devant les tribunaux et remporte ce combat.
En 2004, le Parti progressiste unifié remporte les élections législatives et Winston Spencer devient le troisième Premier ministre d'Antigua-et-Barbuda après vingt-huit de domination de la famille Bird et du Parti travailliste. sur le plan intérieur il développe un grand programme de réforme de l'administration pour payer les fonctionnaires, baisser les impôts et mettre en place un système de cantines scolaires dans tout le pays. Au niveau international, il développe une diplomatie active qui lui permet de présider le Groupe des 77 en 2008. Les élections de 2009 le voit remporter une nouvelle victoire, même si le Parti progressiste unifié voit sa majorité se réduire. Malgré ses efforts, Winston Spencer ne résout pas les problèmes de l'atonie économique ni de la criminalité très élevé. Il est défait lors des élections de 2014, par un Parti travailliste d'Antigua-et-Barbuda dont le leadership s'est en partie renouvelé autour de Gaston Browne.